# Chó hoang ở Moskva

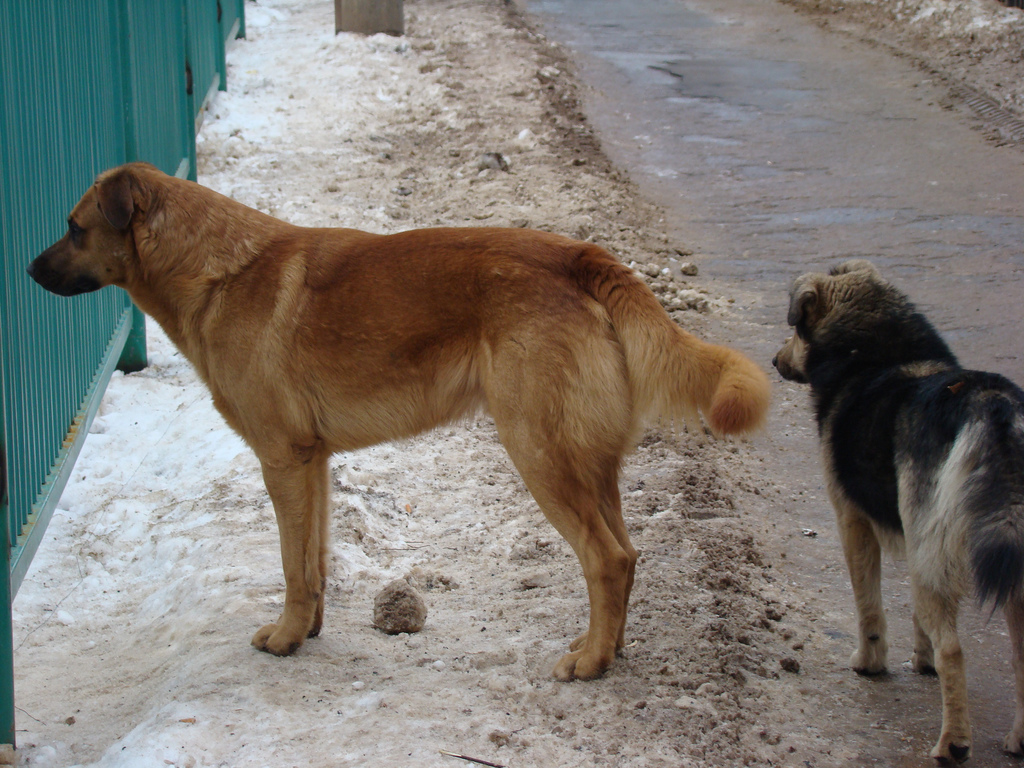
Hai con chó hoang ở Moskva

Chó hoang ở Moskva phản ánh tình trạng sinh sống của những con chó hoang tại thủ đô Moskva của Nga. Trong số những con chó hoang đang sinh sống tại đây có một thiểu số nhỏ những con chó thường xuyên hoặc sống trong hệ thống tàu điện ngầm và đã thu hút sự chú ý hiếu kỳ của nhiều người khi một số con chó đã học cách sử dụng các đoàn tàu để đi lại giữa các địa điểm khác nhau.

## Tình hình chung
Ở Nga, theo ước lượng tháng 3 năm 2010, có khoảng 35.000 con chó hoang đang lang thang khắp Moskva, mỗi một dặm vuông lại có 84 con chó và có khoảng 500 con chó hoang sống trong hệ thống tàu ngầm. Người ta có thể thấy chó ở khắp nơi, chúng nằm trong sân các khu nhà, lang thang gần các khu chợ và quầy hàng, ngủ trong các ga tàu điện ngầm và lối đi cho người đi bộ và có thể nghe thấy chúng sủa và tru lên vào ban đêm. Dù khác nhau về màu lông nhưng đều có chung một dáng vẻ. Tất cả đều tầm trung, lông dày, đầu hình chữ V và mắt màu quả hạnh, tai chúng đều dài và dựng. Trong hệ thống tàu điện ngầm ở Moskva có không ít những con chó hoang thông minh, có con chó hoang màu đen coi ga tàu là nhà, và canh giữ khu vực này khỏi những kẻ say rượu và các con chó khác. Những con chó hoang ở Moskva được sản sinh theo cách chó nuôi bị quẳng ra đường.

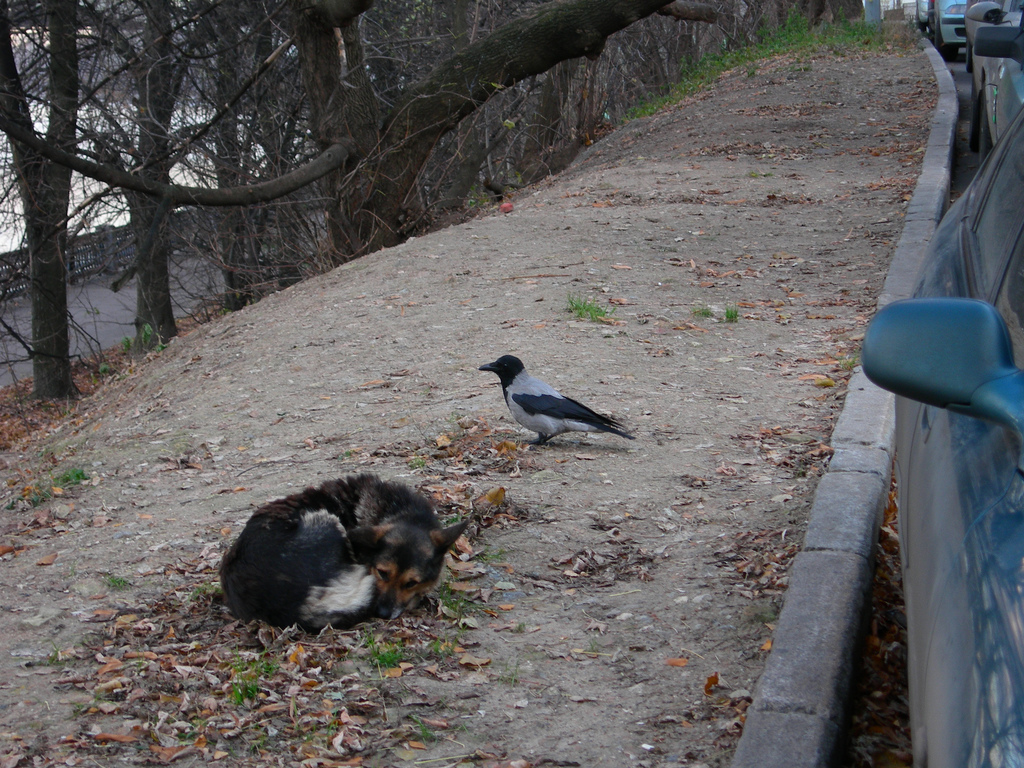
Một con chó trên đường phố

Người ta có thể bắt gặp chó hoang ở bất cứ xó xỉnh nào của thủ đô Moskva. Chúng có thể nằm nghỉ ngơi thư giãn trên bãi cỏ công viên, trong sân vườn chung cư, hoặc có thể chạy quanh các chợ, ngủ gật trong các ga tàu điện ngầm trên mặt đất hay dưới lòng đất, và đêm đến, chúng kêu những tiếng gầm gừ, tiếng sủa, tiếng tru ghê rợn. Điều này hay làm nhiều người bị ảnh hưởng, thường giật mình tỉnh giấc vì tiếng chó gào rú chói tai, tiếng sủa nhau, cắn nhau loạn xạ, cứ như đang xảy ra một cuộc hỗn chiến và lũ chó hoang đang cắn xé nhau tơi tả giống như những pha thanh toán của các băng đảng giang hồ, xã hội đen đường phố. Tuy nhiên, xét về mặt tích cực, chó hoang cũng góp phần làm sạch đẹp thành phố, chúng đã góp phần ngăn chặn sự phát triển của chuột, đặc biệt là chuột cống.
Đã có một số nghiên cứu chó hoang trong thành phố đơn giản hơn rất nhiều so với tìm hiểu chó sói vì với chó hoang thì có thể quan sát tùy ý, tùy khoảng cách. Cách thức chó hoang giao tiếp với nhau có thể ảnh hưởng đến tập tính hành vi, tâm sinh lý, mức độ căng thẳng thần kinh và thái độ của chúng đối với môi trường xung quanh và phụ thuộc vào mật độ phân bố của chúng trên một địa bàn nhất định. Nghiên cứu chó hoang chính là cầu nối giữa chó nhà và chó sói, nhưng hiện chúng chỉ đang ở vào giai đoạn đầu của quá trình trở về với đời sống hoang dã của tổ tiên. Và khả năng đảo ngược quá trình này là rất nhỏ. Đưa một con chó hoang trở lại sống trong nhà cũng là một việc làm gần như vô vọng vì những con chó đi hoang đã lâu ngày gần như không chấp nhận trở lại với cuộc sống trong nhà.

## Đặc điểm
Sau mấy thập niên qua, ngoại hình và tập tính hành vi của chó hoang Moskva có sự tiến hóa rõ rệt, vì chúng luôn phải thích nghi với điều kiện sống thay đổi hàng ngày hàng giờ. Gần như chó hoang được sinh ra trong các công viên, lâm viên nội thành. Nếu một con chó nhà bị chủ đuổi ra đường thì con chó ấy sẽ có nguy cơ thiệt mạng, chỉ có khoảng 2% số chó đó cầm cự được đến cuối đời để rồi chết bằng cái chết tự nhiên.
Sự khác biệt nữa giữa chó hoang và chó sói là chó hoang ít hung dữ hơn, đồng thời chịu đựng nhau, chấp nhận nhau dễ dàng hơn. Chó sói giữ tập tính bầy đàn rất chặt chẽ, không bao giờ bỏ bầy, dù có lúc bầy này có thể chia sẻ lãnh thổ với bầy khác. Còn ở chó hoang, bầy này có thể thống trị bầy khác, con chó đầu đàn của bầy này có thể kiểm soát, thống lĩnh bầy khác, thậm chí có lúc hai bầy có thể nhập lại làm một. Con chó hoang đầu đàn không nhất thiết phải là con chó to khỏe nhất. Điều kiện tiên quyết để trở thành chó đầu đàn là khôn ngoan và xứng đáng với sự chấp nhận của bầy đàn. Sự sống còn của bầy đàn phụ thuộc hoàn toàn vào con chó đứng đầu.
Ở chó hoang thấy một bước lùi về việc thuần hóa, chó hoang dần dần trở về với đời sống hoang dã và ngày càng xa rời thói quen sinh sống trong nhà, nghĩa là thích nghi dần với môi trường tự nhiên. Chó hoang rất ít khi vẫy đuôi và thường tránh xa người, không tỏ tình quyến luyến với con người và lông trên mình chúng thường không xuất hiện đốm. Chó hoang dù khác với chó sói- đặc biệt là ở chỗ chúng thể hiện một loạt các đặc điểm hành vi, hình thành một phần của cái gọi là sự thích nghi sinh thái. Và chính khả năng thích nghi này giải thích lý do tại sao mật độ chó hoang luôn cao hơn rất nhiều so với chó sói.

## Phân loại
Chó hoang được chia thành bốn loại trên cơ sở xác định theo tập tính sinh hoạt, cách thức kiếm ăn, khả năng giao tiếp với người và mức độ thích nghi sinh thái.

### Chó canh gác
Chó hoang canh gác là những con chó hoang luôn cảm thấy thoải mái trong tiếp xúc với người, lãnh thổ của chúng là nhà để xe, nhà kho, bệnh viện và các cơ sở khác mà khuôn viên có tường rào bao quanh. Ở chúng hình thành mối quan hệ nhất định với các nhân viên bảo vệ, tức những người cho chúng ăn uống và là người mà chúng coi là chủ.

### Chó ăn mày

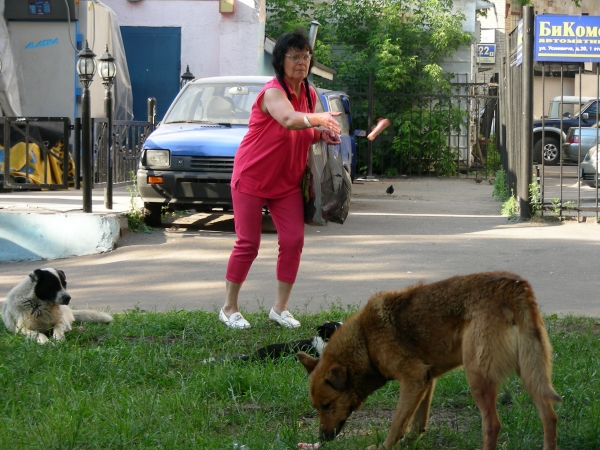
Một phụ nữ đang ném đồ ăn cho những con chó

Là những con chó chuyên lởn vởn gần con người trên đường để hi vọng có miếng ăn, cụ thể đó là hành vi ăn xin giống như những con chó dường như đang lim dim ngủ, hoàn toàn không để ý gì đến đám đông đi ngang qua nó, nhưng rất nhanh chóng ngóc đầu dậy khi nhận thấy rằng có thể sẽ có miếng ăn. Con chó đi lại gần người mà nó chọn (một bà lão, ông lão hay một người phụ nữ nào đó), vươn cổ ra, hất cao mũi tỏ ra mừng rỡ, vẫy đuôi liên tục và trong rất nhiều trường hợp, nó sẽ nhận được thức ăn từ người đó.
Đây là giai đoạn thứ hai của quá trình hoang dã hóa là khi con chó giao tiếp với người và những con chó như thế không chỉ rất thính nhạy với mùi thức ăn mà còn cảm nhận rất chính xác người nào có thể cho chúng ăn, người nào không. Chúng thường sống thành bầy nhỏ, chịu sự thống trị của con đầu đàn. Nếu một con chó thông minh nhưng chỉ chiếm vị trí thấp trong bầy, do đó kiếm không đủ ăn, nó sẽ tách bầy đi kiếm ăn riêng. Nhìn thấy những con chó khác xin ăn như thế nào, nó sẽ theo dõi kỹ để học theo.

### Chó nhặt rác

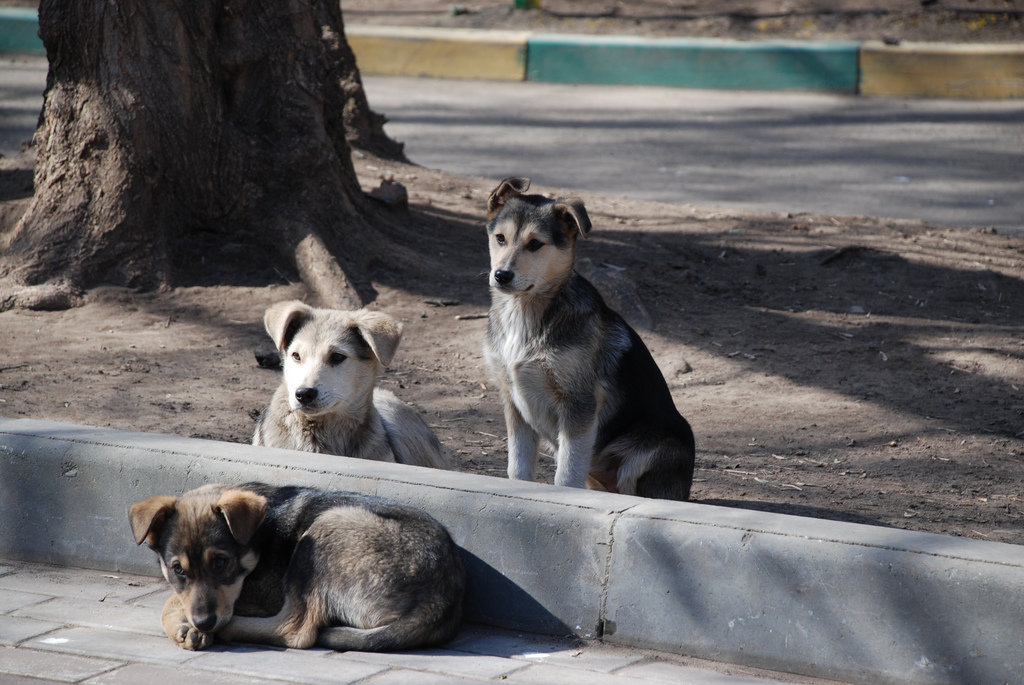
Những chú chó hoang tại Moskva

Là những con chó hoang có giao tiếp với người ở mức độ nào đó, nhưng sự tương tác xã hội của chúng hầu như chỉ hướng vào những con chó hoang khác. Phương thức kiếm ăn chính của chúng là nhặt nhạnh những thức ăn thừa rơi vãi trên đường phố và trong các thùng rác không đậy nắp ở ngoài trời. Trước đây, chó hoang kiếm ăn rất khó khăn, vì thức ăn thừa không có nhiều, các thùng rác lại bị quản lý chặt chẽ, thu dọn thường xuyên, do đó số lượng bầy đàn không lớn, rất nhiều chó hoang phải bỏ mạng vì đói, vì bị săn lùng, tiêu diệt. Nhưng khi chính quyền Thành phố ngừng hẳn việc săn lùng, tiêu diệt chó hoang, còn trong các thùng rác thì đầy ngập thức ăn thừa. Từ đó, chó hoang bắt đầu có được cuộc sống tốt hơn.

### Chó man dã
Là những con chó hoang tuy sống trong thành phố nhưng chúng hoàn toàn không tiếp xúc với con người. Chúng vẫn biết đến người, nhưng cảm thấy con người là loài động vật nguy hiểm. Chúng kiểm soát một lãnh thổ khá rộng lớn và trở thành thú săn mồi thực thụ. Chúng săn chuột nhắt, chuột cống, chim, sóc, thậm chí cả mèo. Chúng sống trong thành phố, nhưng thường tập trung ở những khu vực gần các cụm công nghiệp hay các công viên rừng. Gần như mọi sinh hoạt của chúng đều diễn ra vào ban đêm. Chúng chỉ đi ra ngoài đường khi nào trên đường thật vắng người. Những con chó như thế có nét tương đồng với chó sói trong một phạm vi nhất định.

### Chó tàu điện

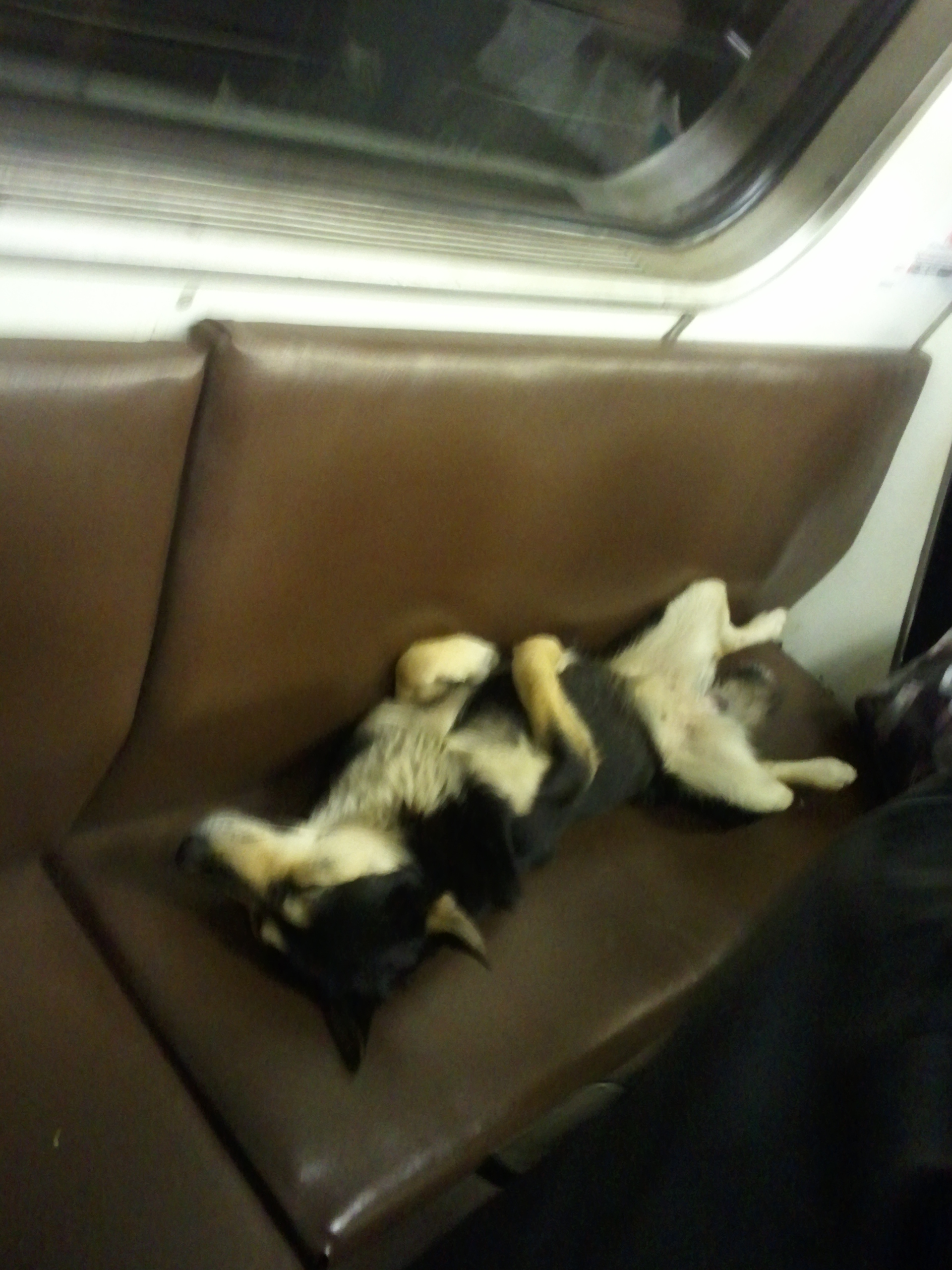
Một con chó đang ngủ trên tàu điện ở Moskva

Chó hoang trong tàu điện ngầm là một phân nhóm nữa của chó hoang, mang những nét đặc thù khác biệt hẳn so với bốn nhóm chó hoang và tiêu biểu cho loài chó hoang ở Moskva. Chó hoang xuất hiện trong các nhà ga nằm dưới mặt đất của hệ thống tàu điện ngầm chỉ vì người ta cho phép chúng xuống đó. Tình trạng này bắt đầu diễn ra từ cuối thập niên 1980, ở thời điểm cao trào của thời kỳ cải tổ, khi thực phẩm trở nên dồi dào hơn, người dân bắt đầu sống sung túc hơn và có thể đưa thức ăn cho chó hoang mọi nơi, mọi lúc. Với sự nới lỏng các quy định, chó được phép lên các phương tiện giao thông công cộng, lúc đầu là tàu điện, xe buýt, sau đó là tàu điện ngầm.
Trong toàn hệ thống nhà ga tàu điện ngầm của Matxcơva có khoảng 500 con chó hoang sinh sống, số lượng có thể tăng lên vào mùa đông giá rét, và nhiều con đã biết sử dụng tàu để chu du từ ga này qua ga khác. Năng lực này hình thành một cách từ từ, ban đầu chỉ mang ý nghĩa mở rộng lãnh thổ với hi vọng ở ga khác có thể kiếm ăn dễ dàng hơn, nhưng về sau, đối với chúng, chuyện đi tàu trở thành một lựa chọn.
Chó hoang sinh sống trong hệ thống tàu điện ngầm có một số cách để xác định phương hướng, vị trí, căn cứ theo mùi, chúng biết mình đang ở ga nào. Chúng có thể nhận ra giọng nói của nhân viên điều hành mỗi ga được phát trên loa. Chúng còn nhận biết được thời gian trong ngày qua khoảng cách thời gian của mỗi chuyến tàu. Chúng cũng biết ghi nhận, xử lý nhiều thông tin khác,
Ngoài ra, chó tàu điện ngầm có một khả năng trong việc nhận định, đánh giá con người như chúng mừng rỡ đón chào những hành khách tốt bụng, dù không cho thức ăn đi nữa thì chí ít cũng vuốt ve hoặc nhìn chúng bằng ánh mắt sẻ chia, thương cảm, nhưng chúng cũng cực kỳ đề phòng ánh mắt của người đồng phục nhân viên hệ thống tàu điện ngầm chỉ nhăm nhăm xua đuổi chúng vào dãy thang cuốn chạy lên nhằm buộc chúng phải đi lên mặt đất.

## Chính sách
Người dân Matxcơva có những cảm xúc rất rõ rệt, trái chiều về chó hoang trong hệ thống tàu điện ngầm. Nếu việc con chó hoang có tên Chú bé (Malchik) bị một gã vô lại giết chết công khai ở lối thông ga dưới mặt đất là một biểu hiện cực đoan đáng lên án thì việc dựng tượng đài tưởng niệm Chú bé lại nói lên điều ngược lại.
Chính quyền thành phố thông qua chủ trương chính sách bảo vệ chó hoang. Năm 2002, thị trưởng Matxcơva đã ký sắc lệnh cấm săn đuổi, tiêu diệt chó hoang và thông qua quyết định thành lập hệ thống trại tạm cư dành cho chúng. Tuy nhiên, mặc dù ngân sách thành phố đã chi ra không ít tiền cho việc xây dựng, điều hành hệ thống trường trại này, nguồn kinh phí ấy vẫn không đủ để đáp ứng việc ổn định cuộc sống cho tất cả chó hoang của thủ đô.
Để phòng tránh lây nhiễm từ những con chó hoang bị bệnh, một số người dân Matxcơva yêu cầu chính quyền áp dụng trở lại các biện pháp triệt tiêu chó hoang. Tuy nhiên có ý kiến cho rằng nếu tiêu diệt toàn bộ chó hoang ở Matxcơva, thì những con chó hoang mang bệnh truyền nhiễm từ nơi khác sẽ tìm đến thế chỗ, vì rào chắn sinh học do chó hoang Matxcơva dựng lên và giữ vững từ lâu sẽ bị triệt bỏ. Bức tranh môi trường lây nhiễm sẽ trở nên hỗn độn và khó lường, tình hình dịch bệnh cũng vì thế mà trở nên tồi tệ hơn, khó kiểm soát hơn và khó có thể thanh toán nạn chó hoang ở Matxcơva một cách thực sự.